# پرتره ایرما برونو

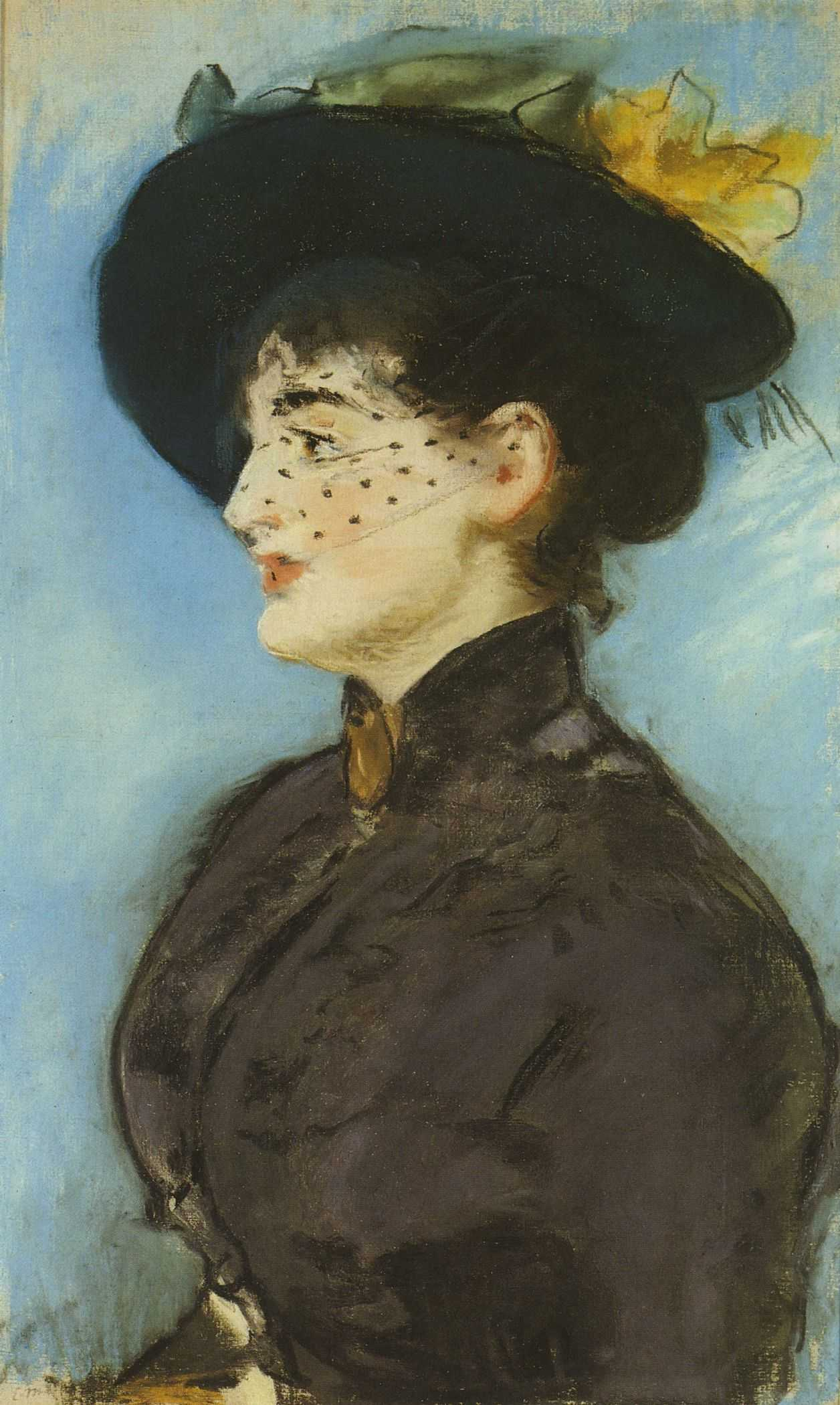
یکی دیگر از پرتره‌های ایرما برونو که باز توسط مانه هم‌زمان با زن وینی نقاشی کرد.

پرتره ایرما برونو (به فرانسوی: Irma Brunner) یا زن وینی (به فرانسوی: La Viennoise) یا زن با کلاه سیاه (به فرانسوی: La Femme au chapeau noir) یک نقاشی با تکنیک پاستل اثر نقاش فرانسوی ادوار مانه است که در سال ۱۸۸۱ خلق شده و در موزه اورسی در پاریس نگهداری می‌شود.

## توضیحات
پرتره ایرما برونه که به عنوان زن وینی مشهورتر است، «طبق نظر منتقد مارکو آبات، یکی از بدیع ترین‌ها است.» مادام برونه زنی از جامعه خوب پاریسی بود که توسط دوست متقابل خود مری لوران به مانه معرفی شده بود. مانه در پرتره‌های خود دائماً از گزینه‌های تصویری استفاده می‌کند که به دوران رنسانس ایتالیا بازمی‌گردد: زن نجیبی که به صورت تصویر پروفایل دیده می‌شود و در موقعیت منظم بودن ظاهرش تأکید می‌کند.